# Theater der kleinen Formen
Die Theater der kleinen Formen (Tschechisch: divadla malých forem) waren in der Tschechoslowakei ab Ende der 1950er und besonders in den 1960er Jahren (und sind es in Tschechien bis heute) eine populäre Theaterform, die sich vom offiziellen Theater in vieler Hinsicht abhob und eine ansprechende Alternative vor allem für junges Publikum darstellte. Sie knüpften an frühere Traditionen an, die bis zu den Anfängen des 20. Jahrhunderts zurückgehen.

## Geschichte, Tradition
In der Vorkriegszeit traten vor allem in Prag einige experimentelle Bühnen und Kabaretts auf, wie Červená sedma (1909), Divadlo Rokoko (1915), D34 (1933), insbesondere dann aber Osvobozené divadlo („Das befreite Theater“, 1925), das als linksorientiert galt, große Anziehungskraft für die Intelligenz hatte und zeitweilig nach dem Krieg neu gegründet wurde; auf diese Bühnen beriefen sich auch einige der Gründer der Kleinkunstbühnen in den 1950er Jahren.
Nach der Machtübernahme der Kommunisten 1948 kamen Genres wie Kabarett, Satire, poetisches Metaphorentheater oder Pantomime zeitweilig fast zum Erliegen. Spätestens ab Mitte der 1950er Jahre kam es jedoch zu einem Wiedererwachen dieser kleinen Bühnen (ähnlich wie auch des tschechoslowakischen Films). Sie zeichneten sich durch Konzeption des persönlich aufgefassten Autorentheaters und durch einen sehr engen Kontakt zum Publikum sowie Offenheit zu vielen Genres aus und trugen so zur Innovation der Theaterkultur bei: 1958 entstanden das Theater Divadlo Na zábradlí, 1959 Semafor, die durch ihre Erfolge weitere Bühnengründungen inspirierten und zur kulturellen Avantgarde wurden. Im Mittelpunkt der Kommunikation zwischen Bühne und Publikum stand das Wort (gesprochen, rezitiert oder gesungen) in Verbindung mit Musik; dort, wo Inhalte mittels Musik vermittelt wurden, war die Verbindung zwischen der gespielten, anfangs verbotenen „westlichen“ Musik und dem tschechischen Text ein wichtiges Element des Erlebnisses.
Der Theaterkritiker Vladimír Just, der sich mit der Geschichte der Kleinkunstbühnen in der Tschechoslowakei eingehend befasste, stellte allerdings die interessante Frage, ob der Mythos der „Revolte“ dieser Bühnen gegen das Theaterestablishment, d. h. die stalinistisch geprägte Kulturtotalität nach 1948, so rigoros stimme. Er setzte die Anfänge um einige wenige Jahre zurück, als bereits nach 1953 die ersten Vorboten der „tschechischen Theatertradition“, der Satire und des Kabaretttheaters, auf anderen, etablierten Bühnen aufzubegehren begannen und sich der Parteikontrolle mal mehr, mal weniger entzogen. Er führte Beispiele an, wie den Auftritt von Jan Werich und Miroslav Horníček im „Caesar“ (1955 im ABC-Theater) als offene Satire über langjährige Gerichtsurteile „für nichts“, oder das Theater D 34 mit Pod svícnem tma, bereits 1953/54, und andere. Wenn es Protest war, so schloss Just, dann galt er nicht den nicht mehr so eindeutig verkrusteten, unifizierten Strukturen des tschechischen etablierten Theaters, sondern war eher Widerstand gegen bestimmte gesellschaftliche Normen, Verhaltensweisen und Meinungen, nicht nur im Bereich der Kunst.

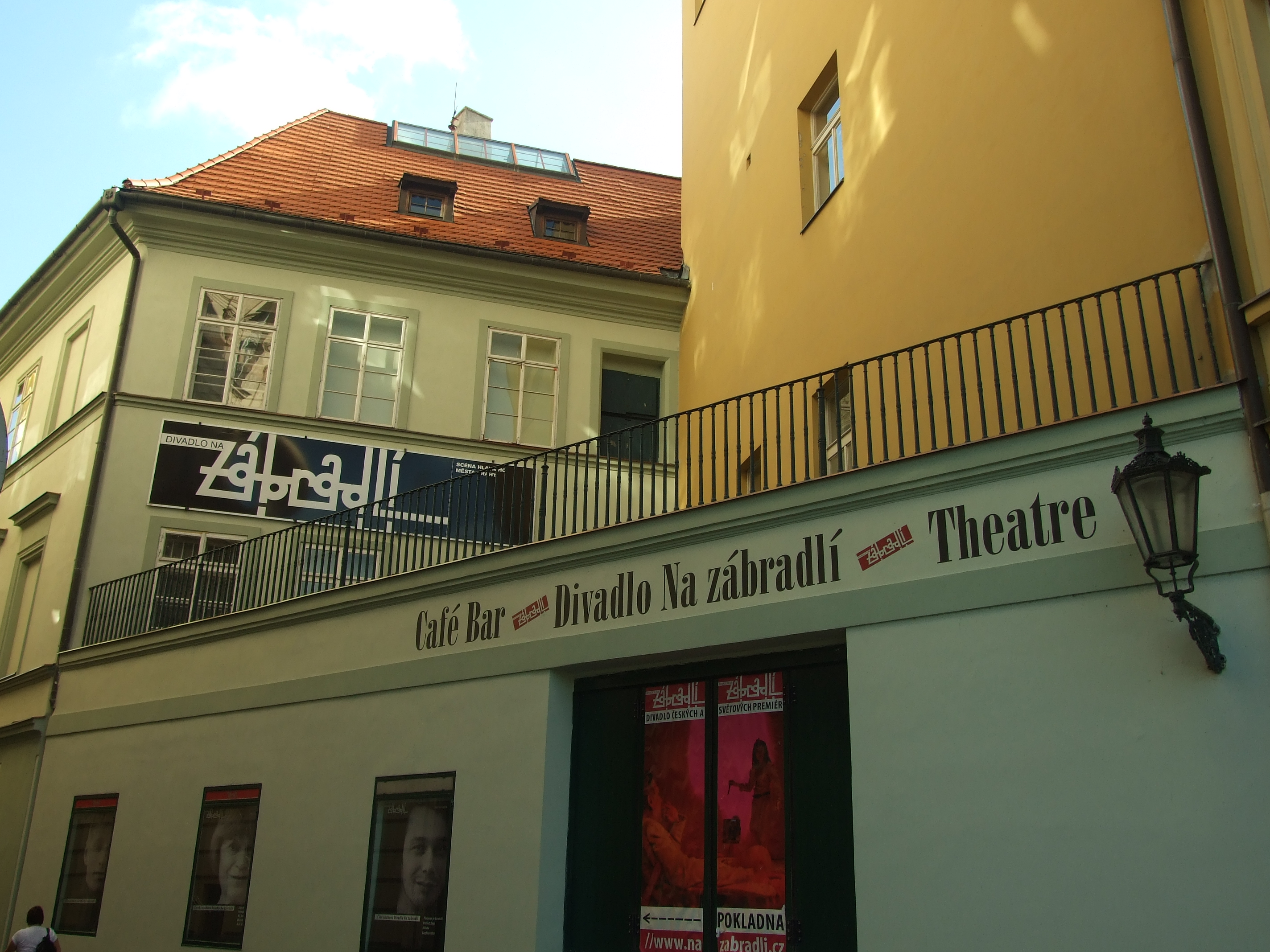
Divadlo Na zábradlí in Prag

Bereits in den 1960er Jahren begann die Szene der Kleinkunstbühnen aufgrund von Professionalisierung zu stagnieren, auch wenn während einer „zweiten Welle“ einige weitere Theater entstanden: Divadlo Husa na provázku, Divadlo Járy Cimrmana, Radar und andere. Nach der Niederschlagung des Prager Frühlings wurden sie in der folgenden Zeit der Normalisierung ausgebremst: für die Mitwirkenden in den dadaistisch orientierten Stücken des Theaters Okap in Ostrava, das sich auch dem absurden Theater verschrieb, verhängte die Justiz Freiheitsstrafen zwischen 3 und 20 Monaten, nach weiteren Aufführungen wurden dann Paragrafen wie „Verunglimpfung von Repräsentanten der sozialistischen Weltgemeinschaft“ sowie „Aufwiegelung gegen die Gesellschaftsordnung“ angewendet. Friedrich Dürrenmatts Protest führte lediglich dazu, dass dieser Autor verboten wurde. Zugleich stellte Just fest, dass parallel dazu eine Verschiebung der Inhaltsvermittlung vom gesprochenen Wort zugunsten einer Bühnen- und Bewegungsmetaphorik stattfand, die eine Wandlung zu einer neuen Theaterform zur Folge hatte – zum „Studiotheater“.
Zahlreiche dieser Bühnen sind noch heute vorhanden.

## Bedeutung für die Musikszene
So gut wie alle Kleinkunstbühnen waren stark produktiv im Musikbereich und haben für die Popmusik in den 1960er Jahren einen wichtigen Beitrag geleistet. Die Songs, die hier entstanden, ob Re-Arrangements bekannter Hits westlicher Provenienz oder – zumeist – eigene Produktionen, waren fester Bestandteil der Aufführungen, sie prägten jedoch in dieser Zeit die Top Ten der Radiosender und zahlreiche kamen als Singles oder Alben auf den Markt; einige Aufführungen (wie Zuzana je sama doma in Semafor 1960) basierten fast ausschließlich nur auf Songs. Eine Auswahl der Songproduktion aus der Anfangszeit (1959–1964) kam 1965 als eine 3-LP-Kompilation im Verlag Supraphon heraus. Das Album enthält die Produktion (außer Songs einige gesprochene Szenen) mehrerer Kleinkunstbühnen unter der Mitwirkung von Jiří Suchý, Jiří Šlitr, Waldemar Matuška, Eva Pilarová, Ljuba Hermanová, Marta Kubišová, Hana Hegerová, Miroslav Horníček, Václav Havel und anderen. Viele der Sänger, die im Semafor ihre Karriere begannen oder auftraten, etablierten sich bald in der Sängerelite des Landes und gewannen zahlreiche Preise und Auszeichnungen.

## Bedeutende Kleinkunstbühnen
- Reduta, Prag
- Semafor, Prag
- Divadlo Na zábradlí, Prag
- Divadlo Rokoko, Praha
- Divadlo Paravan, Prag
- Divadlo v Alfě, Pilsen
- Divadélko poézie, Bratislava
- Tatra revue, Bratislava
- Divadlo Petra Bezruče, Ostrava
- Satirické divadlo Večerní Brno, Brünn
- Kladivadlo, Broumov – Kadaň – Ústí nad Labem
- Ypsilonka, Liberec (Prag)
- Divadlo Járy Cimrmana, Prag